# Вашакидзе, Борис Ильич
Бори́с Ильи́ч Вашаки́дзе (груз. ბორის ილიას ძე ვაშაკიძე; род. 2 апреля 1933, Грузинская ССР) — передовик советского автомобилестроения, слесарь Кутаисского автомобильного завода имени Серго Орджоникидзе, Герой Социалистического Труда (1971), полный кавалер ордена Трудовой Славы (1986).

## Биография
Родился 2 апреля 1933 года в селе Джихаиси Самтредского района Грузинской ССР в многодетной крестьянской семье. Отец, Илья Семионович Вашакидзе (ум. 1971), был кукурузоводом, пекарем; мать, Феодосия Васильевна Каладзе (ум. 1973), — медсестра. В их семье было ещё четыре дочери и три сына. В 1948 году вступил в ВЛКСМ.
В 1949 году окончил ремесленное училище и стал работать на Кутаисском автомобильном заводе. После прохождения срочной службы в Советской армии вернулся на предприятие. Был одним из тех, кто собирал первый автомобиль «Колхида» в 1958 году.
С 1960 года член Компартии Грузии. В 1961 году перегонял грузовые автомобили «Колхида» от Ингури ГЭС на Братскую ГЭС.
Указом Президиума Верховного Совета СССР от 5 апреля 1971 года за выдающиеся успехи в выполнении заданий пятилетнего плана по развитию автомобильной промышленности Борису Ильичу Вашакидзе присвоено звание Героя Социалистического Труда с вручением ордена Ленина и золотой медали «Серп и Молот».
Указами Президиума Верховного Совета СССР от 11 марта 1976 года и 31 марта 1981 года за долголетний добросовестный труд награждён орденом Трудовой Славы 3-й и 2-й степеней.
Указом Президиума Верховного Совета СССР от 10 июня 1986 года за успехи, достигнутые в выполнении заданий XI пятилетки и социалистических обязательств, Борис Ильич Вашакидзе награждён орденом Трудовой Славы 1-й степени. Стал полным кавалером ордена Трудовой Славы и единственным Героем Социалистического Труда, обладающим всеми степенями этого ордена.
Делегат XXIV и XXV съездов КПСС (1971, 1976), депутат Верховного Совета Грузинской ССР с 1971 года. Избирался председателем заводского комитета народного контроля.
После выхода на заслуженный отдых проживает в Кутаиси.

### Семья
Жена Медея, двое детей: дочь Лали и сын Годерзи.